# 延水站
延水站（韓語：연수역）是朝鮮民主主義人民共和國咸鏡北道延社郡延水里的一個鐵路車站，属于白茂线。

## 邻近车站
白茂线
延社站 - 延水站 - 頭岩站